# Ålesund
Ålesund (norskt uttal: [ˈôːɫəsʉn]
 ( lyssna)) är en tätort (norska: tettsted) och stad (norska: by) i landskapet Sunnmøre som utgör centralort i Ålesunds kommun i Møre og Romsdal fylke i västra Norge. Tätorten Ålesund hade vid början av 2022 54 983 invånare, varav 9 000 i Sula kommun. Stadens namn stavades Aalesund före 1921. Ålesund är framför allt känt för sin jugendarkitektur och sin fiskeindustri.

## Läge
Centrum av staden Ålesund ligger på öarna Hessa, Aspøya, Nørvøya med nyare bebyggelse belägna på öarna Uksenøya, de yttre delarna av "stadsområdet" sträcker sig till och med in på ön Sula som ligger i den närliggande Sula kommun. Staden är det norska kustverkets huvudkontor samt platsen för Sunnmøre tingsrätt.

## Storlek
På norska anses Ålesund kunna kallas stad. Ålesund är den nionde största staden i Norge. Staden har blivit mer av en tätort under slutet av 1900-talet och tätorten har spridit sig ut och in i grannkommunen. Staden på 28,22 kvadratkilometer och har en befolkning (2020) på 54 983 och en befolkningstäthet på 1 865 invånare per kvadratkilometer. Omkring 21,64 kvadratkilometer av staden med en befolkning på 45 983 ligger i Ålesunds kommun och de återstående 7,20 kvadratkilometerna av staden med en befolkning på 9 000 ligger i Sula kommun.

## Historia

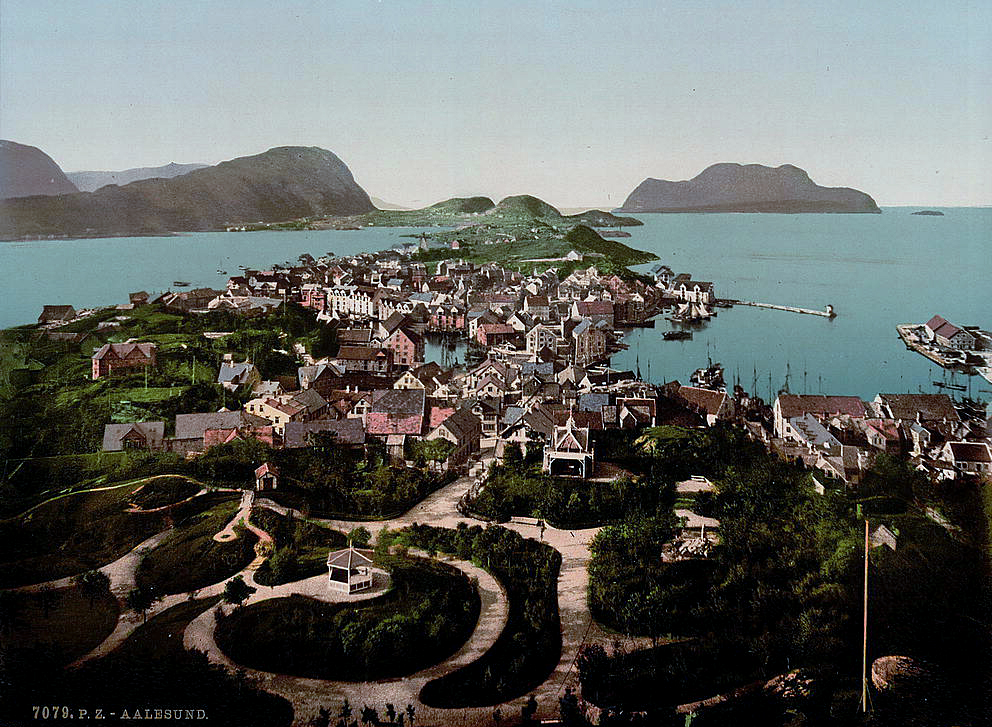
Ålesund, Norge, cirka 1895, före branden.

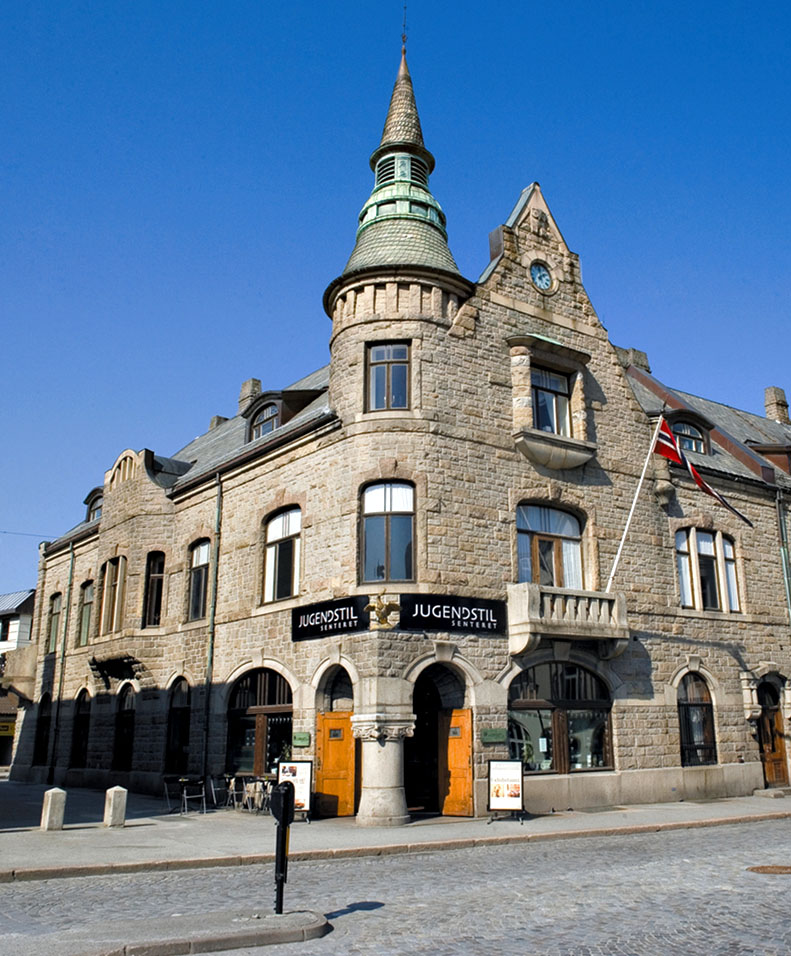
Jugendstilsenteret – The Art Nouveau Centre of Norway.

Ålesund fick stadsrättigheter 1848. Natten den 23 januari 1904 brann Ålesund. Staden som på den tiden var byggd av trä brann ned till grunden. Befolkningen fick fly mitt i natten med bara några minuter tillgodo. Endast en person dog i branden, men fler än 10 000 personer blev utan husrum mitt i den kalla norska vintern. Vilhelm II av Tyskland brukade semestra i trakten. Efter branden skickade han fyra skepp med material för att bygga tillfälliga skydd och husrum. Efter en planeringsperiod återuppbyggdes staden i sten, murtegel och betong i jugendstil, som är känd för sina torn, spiror och dekorativa utsmyckningar.
Staden har en ovanligt konsekvent arkitektur, de flesta av byggnaderna har byggts mellan 1904 och 1907. Jugendstilsenteret är ett nationellt tolkningscentrum, besökare kan lära sig mer om Ålesundsbranden, stadens återuppbyggnad och jugendstilen. Ålesund är partner i jugendnätverket, ett europeiskt samarbetsnätverk som skapades 1999 för studier, skydd och utveckling av jugendstilen.
Termen "Lilla London" applicerades ofta på samhället under ockupationen av Norge av Nazityskland, på grund av det norska motståndsarbetet som ägde rum här. Staden var bland annat central för flygningarna till Skottland och England.
Legenden säger att Gånge-Rolf (utanför Norge mer känd som Rollo), 1000-talets grundare av hertigarna av Normandie dynastin, kom från samhället Giske, nordväst om den nuvarande staden Ålesund. Minst tre statyer av Rolle finns: i stadsparken i Ålesund, i staden Rouen, Frankrike, och i Fargo, North Dakota, USA.
Borgunds gamla pastorat (norska: prestegjeld) omfattade allt det som nu är Ålesund. År 1793 fick hamnen i Ålesund begränsad rättighet som ladested (lastplats). Senare, 1824, beviljades den full rättighet som ladested. År 1835 hade Ålesund 482 invånare.  Den 1 januari 1838 trädde den nya formannskapsdistriktslagen i kraft, som beviljade begränsat lokalt självstyre till alla pastorat i Norge. Därför, på det datumet, blev den lilla laststaden Ålesund en egen liten stadskommun. Den var omgiven av den stora landskommunen Borgund. År 1848 uppgraderades den till status som köpstad (norska: kjøpstad).
Den 1 januari 1875 överfördes en del av Borgunds kommun (med 902 invånare) till stadskommunen Ålesund. År 1900 hade befolkningen ökat till 11 777.
Natten till den 23 januari 1904 var staden platsen för Ålesundsbranden, en av de mest fruktansvärda av de många eldsvådor som norska städer, en gång byggda till stor del av trä, har utsatts för. Praktiskt taget hela staden förstördes under natten, en kuling hjälpte lågorna, och befolkningen fick lämna staden mitt i natten med bara några minuters varsel. Endast en person dog i branden, den 76-åriga Ane Heen, men mer än 10 000 människor lämnades utan tak över huvudet.
Kaiser Wilhelm av Tyskland hade ofta varit på semester i Sunnmøre. Efter branden skickade han fyra krigsfartyg med material för att bygga tillfälliga skyddsrum och baracker. Efter en period av planering byggdes staden upp i sten, murtegel och murbruk i jugendstil (art nouveau), dåtidens arkitektoniska stil. Strukturerna designades av cirka 20 byggmästare och 30 norska arkitekter, de flesta av dem utbildade i Trondheim och Charlottenburg, Berlin, med inspiration från hela Europa. För att hedra Wilhelm är en av de mest besökta gatorna i staden uppkallad efter honom.
1922 överfördes ytterligare en del av Borgunds kommun (med 1 148 invånare) till stadskommunen Ålesund. Under 1960-talet skedde många kommunsammanslagningar över hela Norge på grund av Scheikommitténs arbete. Den 1 januari 1968 slogs större delen av grannkommunen Borgund (invånarantal: 20 132) samman med Ålesund och bildade den nya Ålesunds kommun. Denna sammanslagning mer än fördubblade Ålesunds befolkning, för en ny total befolkning på 38 589 och kommunens landyta var betydligt större. Staden Ålesund var storkommunens administrativa centrum. Efter sammanslagningen hade staden inte längre något eget fullmäktige och var inte längre självstyrande, med det nya kommunfullmäktige som representerade hela kommunen. Den 1 januari 1977 avskildes ön Sula och några små omgivande holmar (befolkning: 6 302) från Ålesund för att bilda den nya Sula kommun. Den södra delen av staden Ålesund låg på Sula, därför överlappar stadens tätort två kommuner.
På natten den 26 mars 2008 inträffade ett kraftigt ras i Ålesund, där ett större bostadshus kollapsade, troligen till följd av att ett stort klippblock släppt från det intilliggande berget.

## Namnet
En del av staden var historiskt känd som Kaupangen Borgund. Det fornnordiska ordet kaupang betyder "marknadsplats" eller "stad", alltså köpstaden för Borgund. Den fornnordiska formen av det nuvarande namnet var Álasund. Det första elementet i det (troligen) är plural genitivfallet av áll som betyder "ål" och det sista elementet är sund som betyder "sund" eller "ljud". Före 1921 skrevs namnet Aalesund.

## Transport
Ålesund är en anlöpshamn för passagerar- och fraktfartyg som reser mellan Bergen, Kingston upon Hull, Newcastle upon Tyne, Hamburg och Trondheim, inklusive kryssningsfartygen Hurtigruten (Norwegian Coastal Express), som anländer till Ålesund två gånger om dagen.
Stadens flygplats, Ålesunds flygplats, på ön Vigra, har flera dagliga flyg till/från Oslo, Bergen, Trondheim och Köpenhamn. I november 2012 meddelade KLM att de skulle flyga till Ålesund 5 dagar i veckan från Amsterdam med start i april 2013.
Det finns 14 lokala busslinjer (inklusive en nattbusslinje) och 5 expressbusslinjer som går genom staden. 

## Kultur

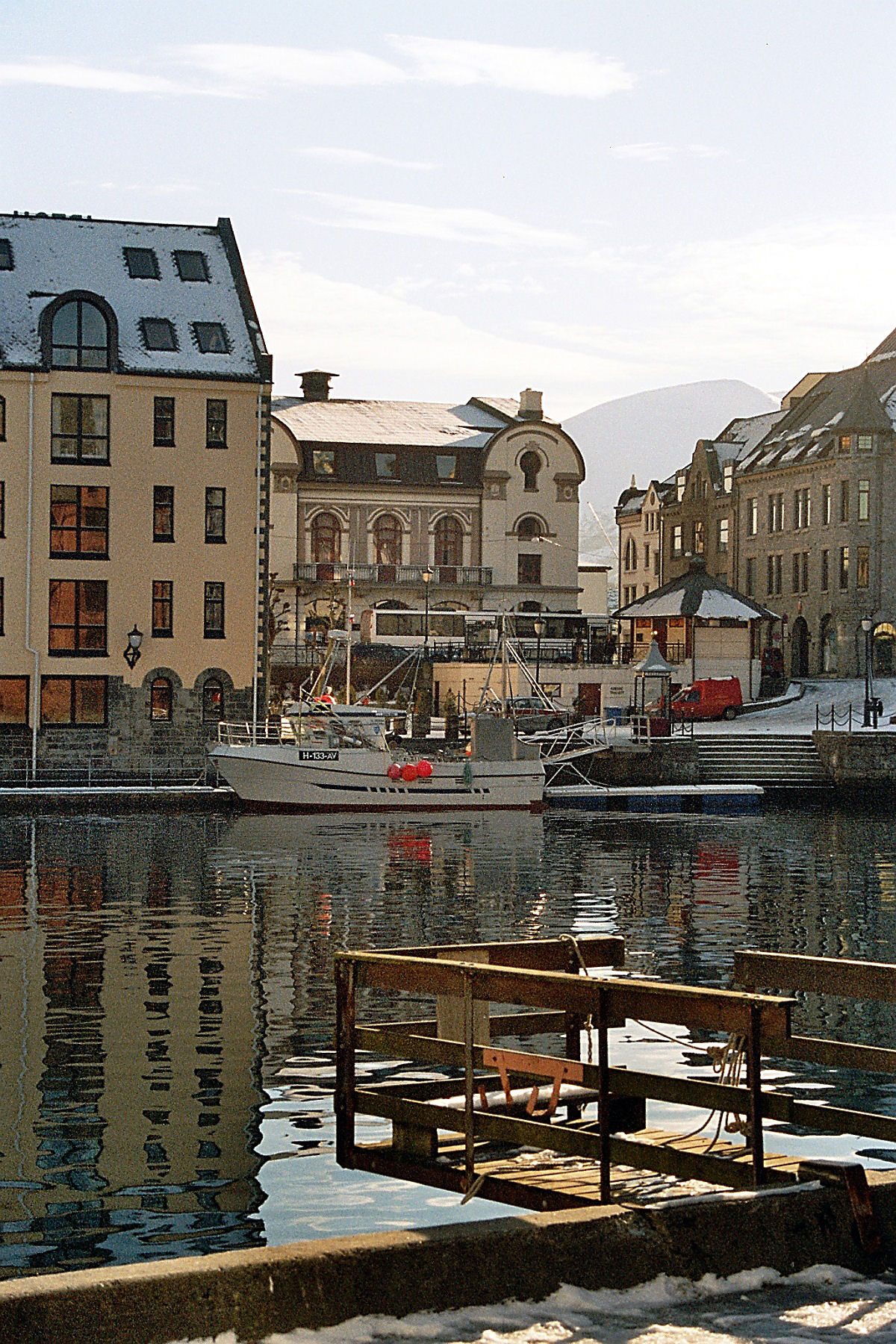
Inre hamnen på vintern.

Det norska centret för jugendarkitektur, Jugendstilsenteret, ligger i Ålesund. Det är ett museum och tolkningscentrum med utställningar som berättar historien om stadsbranden och jugendstil i Norge och Europa.
Sunnmøre museum, grundat 1931, är ett friluftsmuseum ägnat den norska kustkulturen och livsstilen. Beläget på en yta på 120 hektar (300 tunnland), har mer än 55 gamla och distinkta hus från de senaste 300 åren flyttade till platsen, kopior av gamla vikingaskepp och medeltidsmuseet med artefakter från utgrävningar av den gamla handeln mitten.
Den lokala tidningen är Sunnmørsposten, grundad 1882 och publiceras sex dagar i veckan. Ålesund är platsen för den årliga norska matfestivalen.

## Utbildning
I Ålesund finns en underavdelning av Norges teknisk-naturvetenskapliga universitet (NTNU), med cirka 1 800 studenter och 150 anställda. Ålesunds konstskola (norska: Ålesund Kunstskole) är en skola för bildkonst belägen i Ålesund.
Ålesund videregående skole, även känd som Latinskolen, tidigare Aalesund Lærd- og Realskole, är den äldsta gymnasieskolan i Ålesund, som grundades 1863. Av de sex gymnasieskolorna i Ålesund, inklusive Latinskolen, är Fagerlia videregående skole den största med plats för cirka 1 000 elever.
Ålesund har också en internationell skola för barn i åldrarna 5–15.

## Sport
Ålesund har ett fotbollslag i Tippeligan, som är Norges högsta division i fotboll. Aalesunds FK bildades 1914, och spelade i högsta ligan för första gången 2003. Lagets arena heter Color Line stadium och invigdes 16 april 2005. Fotbollsspelaren John Arne Riise kommer från Ålesund.

## Vänorter
Ålesunds vänorter är:
| Västerås i Sverige                 | Vänort sedan 1947 |
| Lahtis i Finland                   | Vänort sedan 1947 |
| Randers i Danmark                  | Vänort sedan 1947 |
| Akureyri på Island                 | Vänort sedan 1949 |
| Peterhead i Skottland              | Vänort sedan 1967 |
| Borgo a Mozzano Anchiano i Italien | Vänort sedan 1979 |
| Tacoma i USA                       | Vänort sedan 1986 |

## Bilder

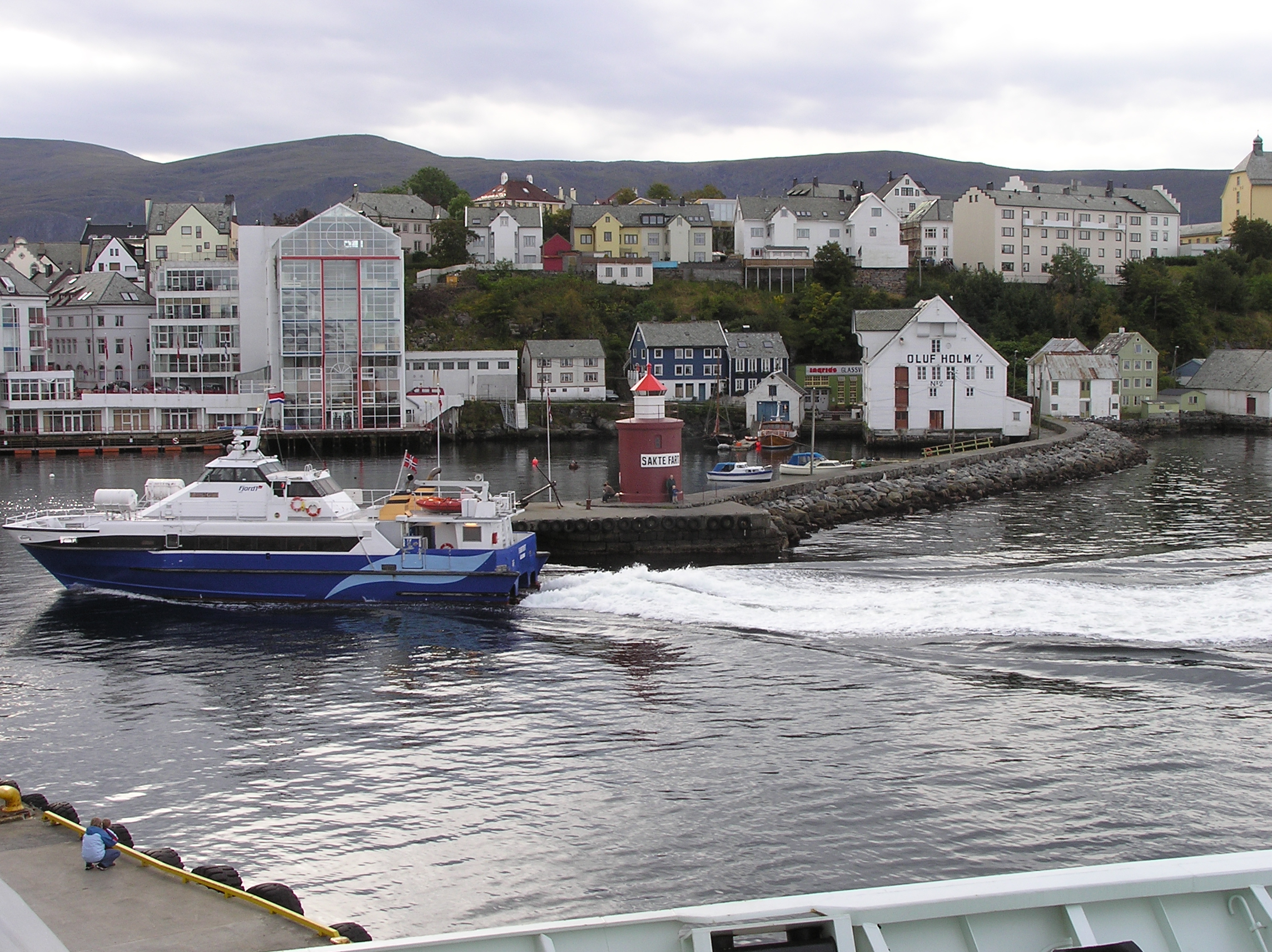
Ålesunds hamn.
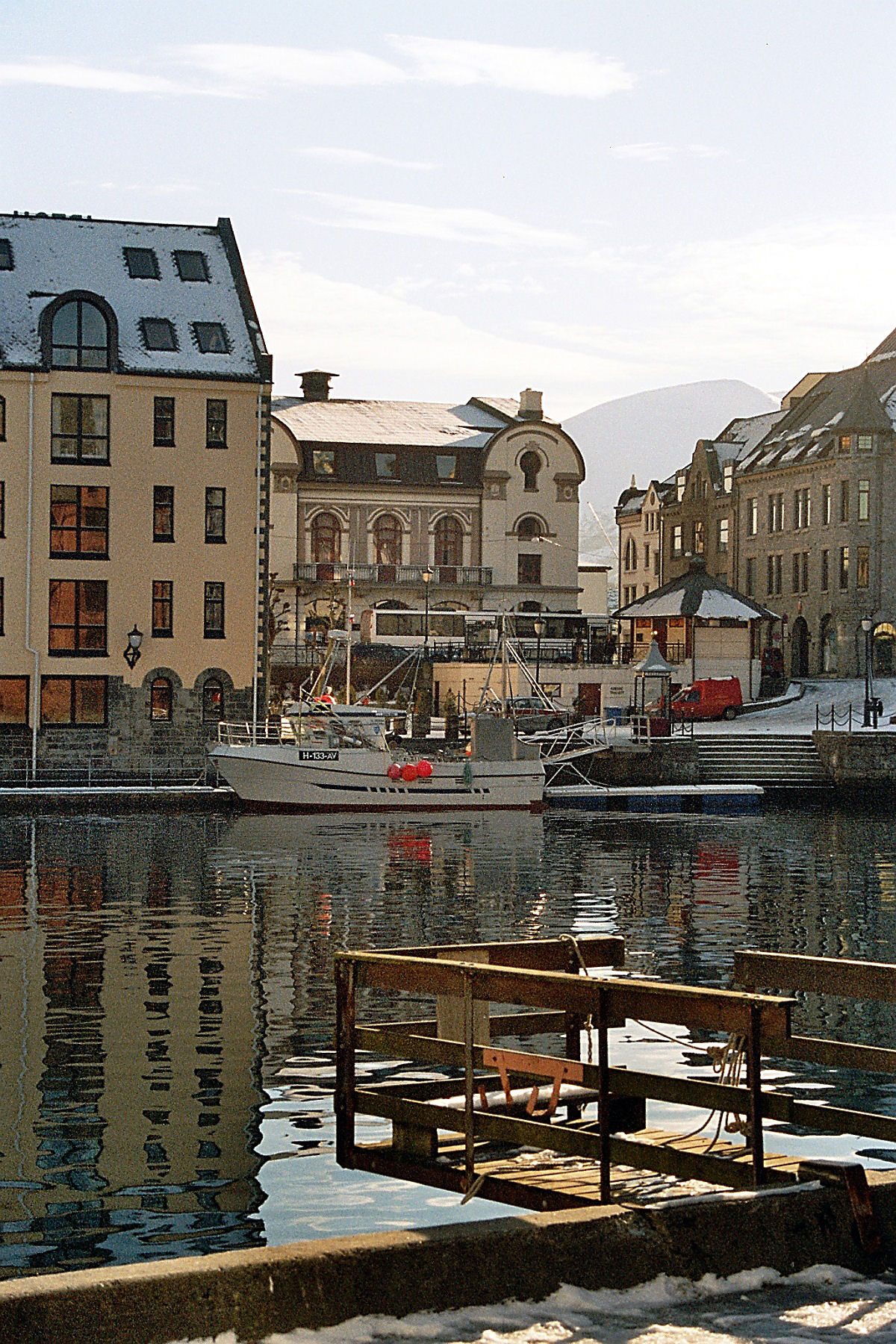
Inre hamnen.
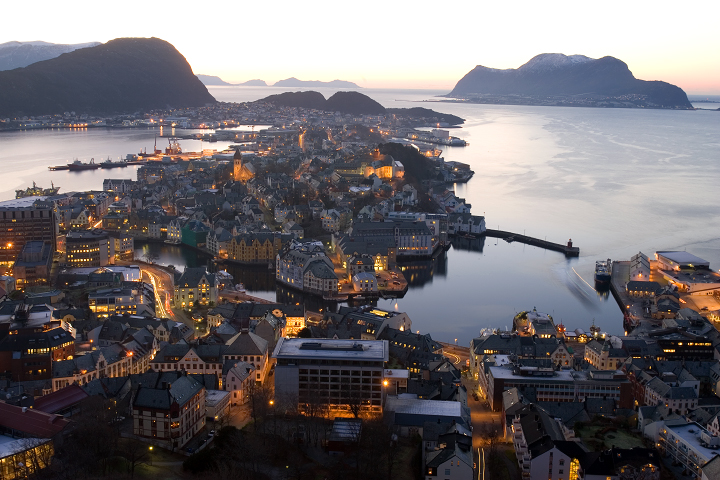
Utsikt från berget Aksla alldeles före solnedgången.
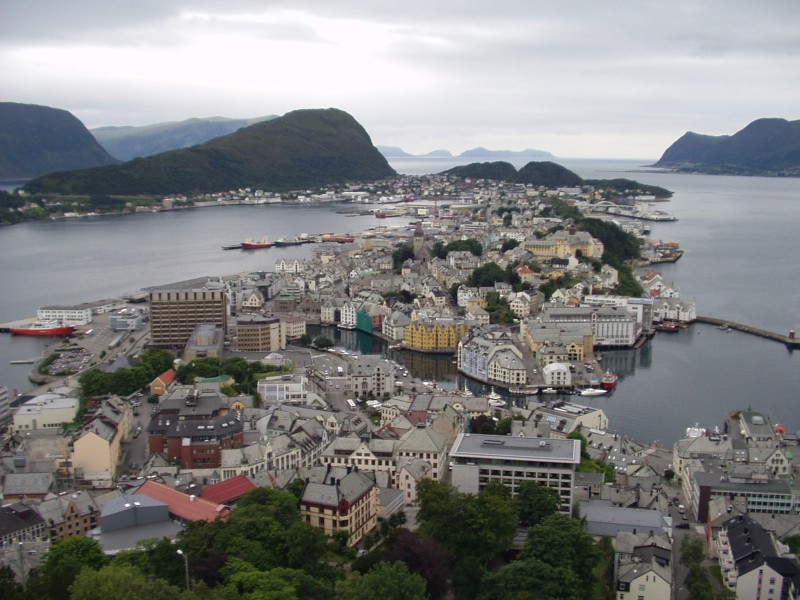
Ålesund sett uppifrån utkikspunkten Fjellstua, augusti 2005.
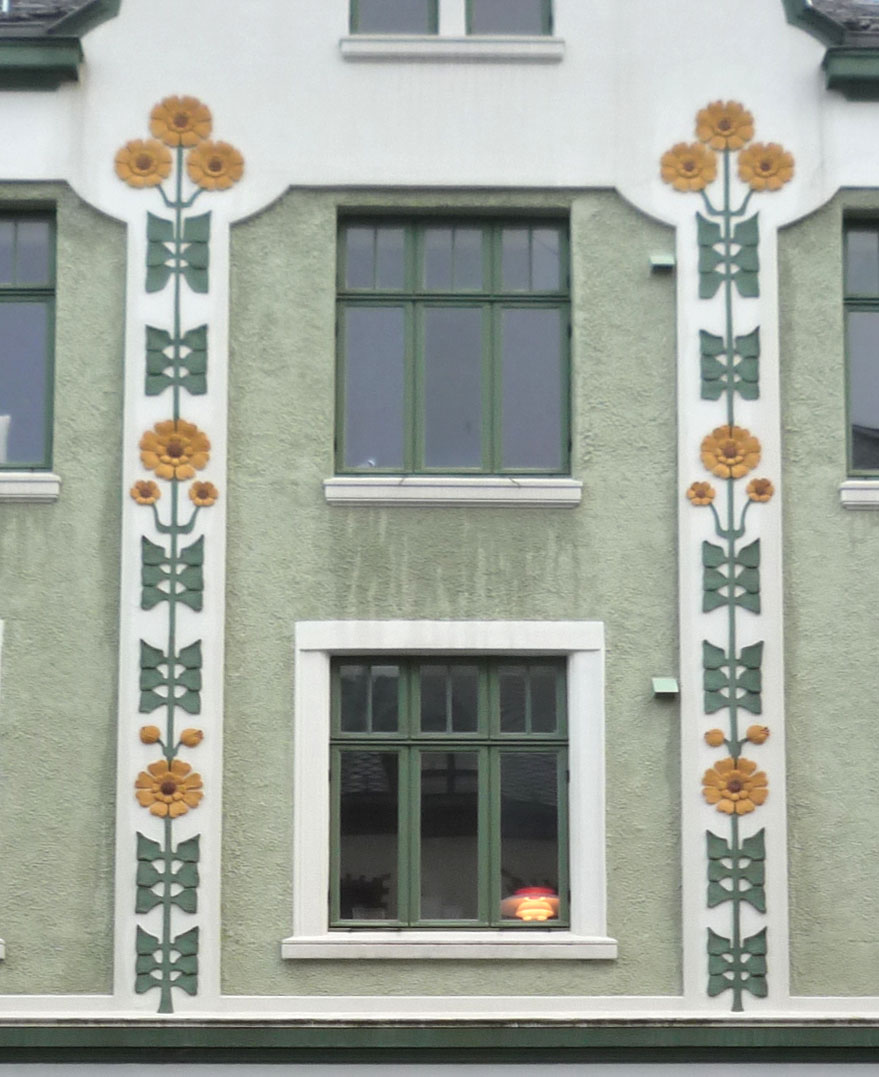
Dekorerad fasad